# I Love You Phillip Morris
I Love You Phillip Morris är en amerikansk och fransk dramakomedifilm från 2009 i regi av Glenn Ficarra och John Requa. Den bygger på verkliga händelser ur bedragaren Steven Jay Russells liv.

## Rollista (i urval)
- Jim Carrey - Steven Russell
- Ewan McGregor - Phillip Morris
- Leslie Mann - Debbie
- Rodrigo Santoro - Jimmy Kemple